# Campeonato Mundial de Halterofilismo de 2022 - Até 45 kg feminino
A categoria até 45 kg feminino foi um evento do Campeonato Mundial de Halterofilismo de 2022, disputado em Bogotá, na Colômbia, no dia 5 de dezembro de 2022.

## Calendário
Horário local (UTC-5)
| Dia           | Horário | Fase    |
| ------------- | ------- | ------- |
| 5 de dezembro | 11:30   | Grupo B |
| 5 de dezembro | 19:00   | Grupo A |

## Medalhistas
| Evento    | Ouro                        | Ouro   | Prata                       | Prata  | Bronze               | Bronze |
| --------- | --------------------------- | ------ | --------------------------- | ------ | -------------------- | ------ |
| Arranque  | Thanyathon Sukcharoen (THA) | 82 kg  | Chayuttra Pramongkhol (THA) | 78 kg  | Manuela Berrío (COL) | 77 kg  |
| Arremesso | Chayuttra Pramongkhol (THA) | 102 kg | Thanyathon Sukcharoen (THA) | 100 kg | Manuela Berrío (COL) | 93 kg  |
| Total     | Thanyathon Sukcharoen (THA) | 182 kg | Chayuttra Pramongkhol (THA) | 180 kg | Manuela Berrío (COL) | 170 kg |

## Recordes
Antes desta competição, o recorde mundial da prova era o seguinte:
| Recorde         | Tipo      | Atleta         | Peso   | Local | Data                  |
| Recorde Mundial | Arranque  | Padrão mundial | 85 kg  |       | 1 de novembro de 2018 |
| Recorde Mundial | Arremesso | Padrão mundial | 108 kg |       | 1 de novembro de 2018 |
| Recorde Mundial | Total     | Padrão mundial | 191 kg |       | 1 de novembro de 2018 |

## Resultado
Os resultados foram os seguintes. 
| Pos.              | Atleta                      | Grupo | Arranque (kg) | Arranque (kg) | Arranque (kg) | Arranque (kg)     | Arremesso (kg) | Arremesso (kg) | Arremesso (kg) | Arremesso (kg)    | Total |
| Pos.              | Atleta                      | Grupo | 1             | 2             | 3             | Resultado         | 1              | 2              | 3              | Resultado         | Total |
| ----------------- | --------------------------- | ----- | ------------- | ------------- | ------------- | ----------------- | -------------- | -------------- | -------------- | ----------------- | ----- |
| Medalha de ouro   | Thanyathon Sukcharoen (THA) | A     | 77            | 79            | 82            | Medalha de ouro   | 95             | 100            | 103            | Medalha de prata  | 182   |
| Medalha de prata  | Chayuttra Pramongkhol (THA) | A     | 74            | 76            | 78            | Medalha de prata  | 94             | 99             | 102            | Medalha de ouro   | 180   |
| Medalha de bronze | Manuela Berrío (COL)        | A     | 73            | 75            | 77            | Medalha de bronze | 91             | 93             | 93             | Medalha de bronze | 170   |
| 4                 | Khổng Mỹ Phượng (VIE)       | A     | 76            | 78            | 78            | 4                 | 87             | 89             | 89             | 7                 | 163   |
| 5                 | Cicely Kyle (USA)           | A     | 71            | 71            | 73            | 5                 | 90             | 90             | 91             | 5                 | 162   |
| 6                 | Emily Rosa Figueiredo (BRA) | A     | 71            | 71            | 71            | 7                 | 87             | 89             | 89             | 6                 | 158   |
| 7                 | María Barco (MEX)           | A     | 64            | 67            | 69            | 12                | 85             | 88             | 91             | 4                 | 158   |
| 8                 | Adriana Pana (ROU)          | A     | 65            | 68            | 71            | 6                 | 82             | 86             | 86             | 10                | 157   |
| 9                 | Cansu Bektaş (TUR)          | A     | 69            | 72            | 75            | 9                 | 87             | 87             | 92             | 8                 | 156   |
| 10                | Rosielis Quintana (VEN)     | A     | 68            | 68            | 71            | 11                | 86             | 89             | 89             | 9                 | 154   |
| 11                | Marta García (ESP)          | B     | 68            | 68            | 70            | 8                 | 78             | 81             | 81             | 13                | 151   |
| 12                | Joana Anrique (ESP)         | B     | 66            | 66            | 68            | 10                | 82             | 82             | 82             | 12                | 150   |
| 13                | Hong Zi-yu (TPE)            | B     | 65            | 65            | 68            | 13                | 80             | 83             | 85             | 11                | 148   |
| 14                | Nadezhda Nguen (BUL)        | A     | 65            | 65            | 65            | 14                | 80             | 80             | 80             | 14                | 145   |
| 15                | Fiorella Cueva (PER)        | B     | 57            | 60            | 60            | 15                | 76             | 79             | 79             | 15                | 133   |